# Dexerra vigescens
Dexerra vigescens är en insektsart som beskrevs av Rentz, D.C.F. 1985. Dexerra vigescens ingår i släktet Dexerra och familjen vårtbitare. Inga underarter finns listade i Catalogue of Life.